# Consolidació pulmonar
Una consolidació pulmonar és una regió de teixit pulmonar normalment compressible que s'ha omplert amb líquid en lloc d'aire. Es considera un signe radiològic. En medicina, la consolidació és la solidificació en una massa densa i ferma. La consolidació es produeix per acumulació d'exsudat cel·lular inflamatori als alvèols i els conductes adjacents. Simplement, és l'espai alveolar que conté fluid en lloc d'aire. El fluid pot ser edema pulmonar, exsudat inflamatori, pus, aigua inhalada o sang (de l'arbre bronquial o una hemorràgia d'una artèria pulmonar). És clínicament important en la pneumònia: els signes de pneumònia lobular són característics i hom s'hi refereix clínicament com a consolidació.

## Signes
Els signes que indiquen una possible consolidació inclouen:
- L'expansió del tòrax en inspirar està reduïda al costat afectat
- El fremiment vocal és incrementat al costat amb consolidació
- La percussió és sorda a l'àrea afectada
- Els sons respiratoris són bronquials
- Possibles raneres inspiratòries mèdies, tardades o totals
- Augmenta la ressonància vocal. L'examinació de la ressonància vocal es pot fer amb un estetoscopi. Aquí, la veu del pacient (o el seu xiuxiueig, com en la pectorilòquia de xiuxiueig) es pot sentir més clarament quan hi ha consolidació, a diferència d'en el pulmó sa, en què la parla sona esmorteïda.
- Un fregament pleural pot estar present.
- El teixit consolidat és ràdio-opac, de manera que és fàcilment observable en radiografies i examinacions per tomografia computada. La consolidació sol ser una complicació de fase mèdia-tardana en les infeccions pulmonars.